# Knoxosaurus
Knoxosaurus é um gênero de pelicossauro do Permiano Médio da América do Norte. há uma única espécie do gênero Knoxosaurus niteckii. Seus restos fósseis foram encontrados na formação Superior de San Angelo no condado de Knox, Texas. Era herbívoro.